# Agrilus abjectus
Agrilus abjectus är en skalbaggsart som beskrevs av Horn 1891. Agrilus abjectus ingår i släktet Agrilus och familjen praktbaggar. Inga underarter finns listade i Catalogue of Life.